# Paris Maghoma
Edmond-Paris Maghoma (Enfield, 8 maggio 2001) è un calciatore inglese, centrocampista del Brentford.

## Carriera

### Club
Maghoma è cresciuto nel settore giovanile del Tottenham e nel gennaio del 2020 ha cambiato squadra firmando con il Brentford, che lo ha assegnato alla propria squadra B. Il 18 luglio 2022 è stato ceduto in prestito all'AFC Wimbledon e dodici giorni dopo ha debuttato nel calcio professionistico nell'incontro di Football League Two vinto 2-0 contro il Gillingham. Il 5 gennaio 2023 è stato richiamato dal club biancorosso e pochi giorni dopo è passato al MK Dons fino a giugno. Ha segnato il suo primo gol in carriera il 28 febbraio seguente nella trasferta pareggiata 1-1 contro il Lincoln City proprio grazie alla sua rete nei minuti finali.
Il 31 luglio 2023 è stato ceduto in prestito al Bolton per tutta la durata della stagione. Con i Trotters ha trascorso una stagione da protagonista realizzando 9 reti in 50 incontri fra campionato e coppe nazionali.
Rientrato al Brentofrd, il 2 agosto 2024 ha firmat il rinnovo del contratto ed in seguito è stato confermato in rosa per la stagione 2024-2025. Il 4 dicembre 2024 ha debuttato in Premier League nell'incontro perso 3-1 contro l'Aston Villa.

### Nazionale
Ha giocato con le nazionali giovnili inglesi Under-18, Under-19 e Under-20.

## Statistiche
Statistiche aggiornate al 4 gennaio 2025.

### Presenze e reti nei club
| Stagione        | Squadra         | Campionato      | Campionato | Campionato | Coppe nazionali | Coppe nazionali | Coppe nazionali | Coppe continentali | Coppe continentali | Coppe continentali | Altre coppe | Altre coppe | Altre coppe | Totale | Totale | Totale |
| Stagione        | Squadra         | Comp            | Pres       | Reti       | Comp            | Pres            | Reti            | Comp               | Pres               | Reti               | Comp        | Pres        | Reti        | Pres   | Reti   |        |
| --------------- | --------------- | --------------- | ---------- | ---------- | --------------- | --------------- | --------------- | ------------------ | ------------------ | ------------------ | ----------- | ----------- | ----------- | ------ | ------ | ------ |
| 2022-gen. 2023  | AFC Wimbledon   | FL2             | 18         | 0          | FACup+CdL       | 3+1             | 0               | -                  | -                  | -                  | FLT         | 2           | 0           | 24     | 0      |        |
| gen.-giu. 2023  | MK Dons         | FL1             | 20         | 1          | FACup+CdL       | 0               | 0               | -                  | -                  | -                  | FLT         | 0           | 0           | 20     | 1      |        |
| 2023-2024       | Bolton          | FL1             | 40         | 8          | FACup+CdL       | 4+2             | 1+0             | -                  | -                  | -                  | FLT         | 4           | 0           | 50     | 9      |        |
| 2024-2025       | Brentford       | PL              | 5          | 0          | FACup+CdL       | 0+1             | 0               | -                  | -                  | -                  | -           | -           | -           | 6      | 0      |        |
| Totale carriera | Totale carriera | Totale carriera | 83         | 9          |                 | 11              | 1               |                    | -                  | -                  |             | 6           | 0           | 100    | 10     |        |